# Щигли-Дольне
Щигли-Дольне (пол. Szczygły Dolne) — село в Польщі, у гміні Луків Луківського повіту Люблінського воєводства.
Населення — 169 осіб (2011).
У 1975-1998 роках село належало до Седлецького воєводства.

## Демографія
Демографічна структура станом на 31 березня 2011 року:
|          | Загалом | Допрацездатний вік | Працездатний вік | Постпрацездатний вік |
| -------- | ------- | ------------------ | ---------------- | -------------------- |
| Чоловіки | 82      | 16                 | 53               | 13                   |
| Жінки    | 87      | 16                 | 52               | 19                   |
| Разом    | 169     | 32                 | 105              | 32                   |